# Velitroides
Velitroides is een geslacht van wantsen uit de familie van de Reduviidae (Roofwantsen). Het geslacht werd voor het eerst wetenschappelijk beschreven door Norman Cecil Egerton Miller in 1958.

## Soorten
Het genus bevat de volgende soorten:

- Velitroides affinis Miller, 1958
- Velitroides froggatti Miller, 1958